# Робинсон, Луиза
Луиза Робинсон (англ. Dame Ann Louise Robinson) — британский врач и учёный. Она является профессором старения в Университете Ньюкасла и директором Института старения Университета Ньюкасла.
Робинсон получила степень MBBS в 1985 году в Университете Ньюкасла, MRCGP в 1989 году, DFFP в 1991 году, DCH в 1998 году в Лондонском университете и Dip ME в 1992 году в Университете Данди.
Робинсон училась на врача общей практики в сельской местности Нортумберленда.
На церемонии вручения новогодних наград 2019 года Робинсон была награждена Орденом Британской империи «За заслуги перед первичной медико-санитарной помощью». За свою работу по лечению деменции Робинсон была удостоена звания профессора-исследователя в Национальном институте медицинских исследований.